# Ogawa-dōri
Pour les articles homonymes, voir Ogawa.
L'Ogawa-dōri (小川通, Ogawa-dōri) est une voie du centre-ville de Kyoto, dans les arrondissements de Nakagyō, Kamigyō et Kita. Elle débute au Shimei-dōri et termine au Nishikikōji-dōri. Sa suite au sud est le Higashinakasuji-dōri.

## Description

### Situation
L'Ogawa-dōri est une longue rue du centre de l'arrondissement de Nakagyō et de celui de Kamigyō, et une très petite partie se trouve dans l'extrême-sud de celui de Kita. Il commence dans le quartier de Murasakinomiyahigashi-chō (紫野宮東町) et termine dans celui de Kūya-chō (空也町). La rue débute au Shimei-dōri (紫明通), juste avant que Shimei fusionne avec Kuramaguchi-dōri, et termine au Nishikikōji-dōri (錦小路通),,. Au nord, la rue commence dans un angle incliné et est décalée à l'est après Teranouchi, puis une seconde après Kamidachiuri,. La rue est de nouveau légèrement décalée au sud à Shimochōjamachi-dōri, Shimodachiuri-dōri et Sanjō-dōri. Elle suit le Nishinotōin-dōri (ja) (西洞院通) à l'est et précède l'Aburanokōji-dōri (ja) (油小路通) à l'ouest. Elle est la deuxième rue à l'est du boulevard Horikawa (ja) (堀川通).
Une rue continue au sud à partir de Bukkōji-dōri (ja) (仏光寺通) jusqu'à Kizuyabashi-dōri (ja) (木津屋橋通), le Higashinakasuji-dōri (東中筋通). Plus au sud, après Hachijō-dōri (ja) (八条通), Horikawa-dōri, puis Aburanokōji-dōri décalent à la hauteur de la rue et deviennent la route nationale 1.
La circulation se fait dans les deux sens de Shimei à Kamigoryōmae, en sens unique du sud au nord entre Teranouchi et Kamigoryōmae, puis du nord au sud de Teranouchi à Oike, à l'exception d'une section à deux voies entre Imadegawa et Motoseiganji. Entre Oike et Nishikikōji, c'est du sud au nord. La rue fait environ 3 700 mètres de long. Si l'on compte le Higashinakasuji-dōri, la rue fait 5 000 mètres.

### Voies rencontrées
Du nord au sud, en sens unique. Les voies rencontrées de la droite sont mentionnées par (d), tandis que celles rencontrées de la gauche, par (g). Seules les rues ayant un nom sont listées.
1. Shimei-dōri (紫明通)
2. Kamigoryōmae-dōri (上御霊前通)
3. Teranouchi-dōri (寺之内通)
4. Kamidachiuri-dōri (上立売通)
5. Imadegawa-dōri (今出川通)
6. Motoseiganji-dōri (元誓願寺通)
7. (g) Mushanokōji-dōri (武者小路通)
8. (d) Kōdō no zushi (革堂図子)
9. Ichijō-dōri (一条通)
10. Nakadachiuri-dōri (中立売通)
11. Kamichōjamachi-dōri (上長者町通)
12. Nakachōjamachi-dōri (中長者町通)
13. Shimochōjamachi-dōri (下長者町通)
14. Demizu-dōri (出水通)
15. Shimodachiuri-dōri (下立売通)
16. Sawaragichō-dōri (椹木町通)
17. Marutamachi-dōri (丸太町通)
18. Takeyamachi-dōri (竹屋町通)
19. Ebisugawa-dōri (夷川通)
20. Nijō-dōri (二条通)
21. Oshikōji-dōri (押小路通)
22. Oike-dōri (御池通)
23. Aneyakōji-dōri (姉小路通)
24. Sanjō-dōri (ja) (三条通)
25. Rokkaku-dōri (六角通)
26. Takoyakushi-dōri (蛸薬師通)
27. Nishikikōji-dōri (錦小路通)

- Sources : (ja) Université Ritsumeikan Asia Pacific (en), « 近代京都オーバーレイマップ », sur Art Research Center,‎ 2023 (consulté le 2 novembre 2023).

### Transports en commun
Les bus du réseau d'autobus de Kyoto (ja) ne passent par sur la rue, mais en raison de sa proximité avec Horikawa, les lignes principales nord-sud de la ville sont très proches,. Les arrêts sur Horikawa sont Shijō (ja)-Horikawa (四条堀川, lignes 3, 8, 9, 11, 12, 13, 26, 27, 28, 29, 32, 46, 50, 52, 55, 58, 67, 91, 201, 203, 207, Spécial 13, Navette 13), Horikawa-Takoyakushi (堀川蛸薬師, lignes 9, 12, 50, 67), Horikawa-Sanjō (堀川三条, lignes 9, 12, 50, 67), Horikawa-Oike (堀川御池, lignes 9, 12, 15, 50, 67), Nijōjō-mae (二条城前, lignes 9, 12, 50, 67), Horikawa-Marutamachi (堀川丸太町, lignes 9, 12, 50, 67, 93, 202, 204), Horikawa-Shimodachiuri (堀川下立売, lignes 9, 12, 50, 67), et ainsi de suite.
Les arrêts du métro de Kyoto les plus proches sont les stations de la ligne Karasuma, sur Karasuma-dōri (ja) (烏丸通), à environ dix minutes de marche à l'est.

## Odonymie
Ogawa-dōri tire son nom du Ko-kawa (小川), littéralement « petite (小) rivière (川) », un cours d'eau qui coulait au nord d'Ichijō-dōri jusqu'à l'ère Shōwa (1926-1989), après quoi elle est en majeure partie canalisée. Une petite portion a été mise à jour et revitalisée entre Kamigoryōmae et Teranouchi,.
La rue est nommée dans le « Teragoko » (寺御幸), chanson pour se souvenir des rues nord-sud de la vieille capitale.

## Histoire
La rue n'existait pas lors de la fondation de Heian-kyō, la ville impériale, en 794. Elle est ouverte lors du réaménagement territorial de l'ère Tenshō (ja) (天正の地割, Tenshō no jiwari) par Toyotomi Hideyoshi, durant le dernier quart du XVIe siècle,. Il semblerait cependant qu'une rue y existait déjà, car plusieurs temples étaient installés le long de la Petite rivière même avant l'ère Tenshō.
À la fin de l'ère Meiji (1868-1912), la rue terminanit à Teranouchi-dōri et ne se rendait pas encore à Shimei-dōri, qui n'avait pas encore été créée. Le secteur au nord de Kamidachiuri-dōri était une zone de temples non développée pour les habitations résidentielles et de nombreux champs agricoles s'étendaient au nord de Kuramaguchi. Elle suivait alors le cours de la Petite rivière, qui finit par être canalisée après les années 1950.
La portion nord de la rue entre Teranouchi et Shimei a été rénovée au XXIe siècle pour devenir l'Iemoto-dōri, un projet pour attirer le tourisme de la cérémonie du thé. On note notamment le retrait des lignes électriques en 2012.

## Patrimoine et lieux d'intérêt
Au nord, la rue est plutôt pittoresque, et est pavée de dalles de pierres de Kamigoryōmae à Teranouchi. Cette portion est appelée Iemoto-dōri (家元通). On y trouve notamment la partie restaurée de la Petite rivière (Ko-kawa). On y trouve aussi deux des salles des trois grandes écoles de la cérémonie du thé japonaise : Le Kon'nichi-an (今日庵), de l'école Urasenke (裏千家), puis le Fushin-an (不審庵), de l'école Omotesenke (表千家),. Plusieurs magasins d'articles de la cérémonie du thé sont aussi établis sur la rue.
Au nord-est de Kamigoryōmae se trouve le temple bouddhiste Myōkaku-ji (ja) (妙覚寺), fondé en 1378, et dont la porte principale a été déplacée du Jurakudai (聚楽第). Au sud-ouest de Kamigoryōmae se trouve le temple Honpō-ji (ja) (本法寺), fondé en 1587, et l'un des importants temples de l'école honzan (ja). Au sud-ouest d'Imadegawa se trouve la garderie municipale Mitsuba (みつば幼稚園), résultat de la fusion des garderies Ogawa, Momozono (桃薗) et Nakadachi (中立) en 1995, installée dans l'ancienne école primaire Ogawa (小川中立小学校). Au nord-est de Nakadachiuri se trouve la résidence Kataoka (片岡邸), enregistrée au registre des monuments historiques locaux. La section entre Kamidachiuri et Marutamachi se trouve aussi dans le Nishijin, quartier textile de la ville, et plusieurs négociants et fabricants du textile sont installés sur la rue. 
Entre Shimochōjamachi et Shimodachiuri, la rue traverse un quartier de bureaux administratifs de la préfecture. Plus au sud, les maisons de villes traditionnelles se font rares. 
Au nord de Sanjō se trouve le petit sanctuaire shinto Ikuyo Inari-jinja (幾世稲荷神社). Au carrefour avec Takoyakushi se trouve une stèle marquant le site de l'ancien Honnō-ji (本能寺), temple bouddhiste où s'est déroulé l'incident du Honnō-ji, qui a entraîné le suicide forcé d'Oda Nobunaga face à Akechi Mitsuhide, qui a ensuite mis feu au temple. Le Honnō-ji a depuis été reconstruit au nord-est au carrefour d'Oike et Teramachi-dōri (ja) (寺町通). 

Quelques lieux d'intérêts
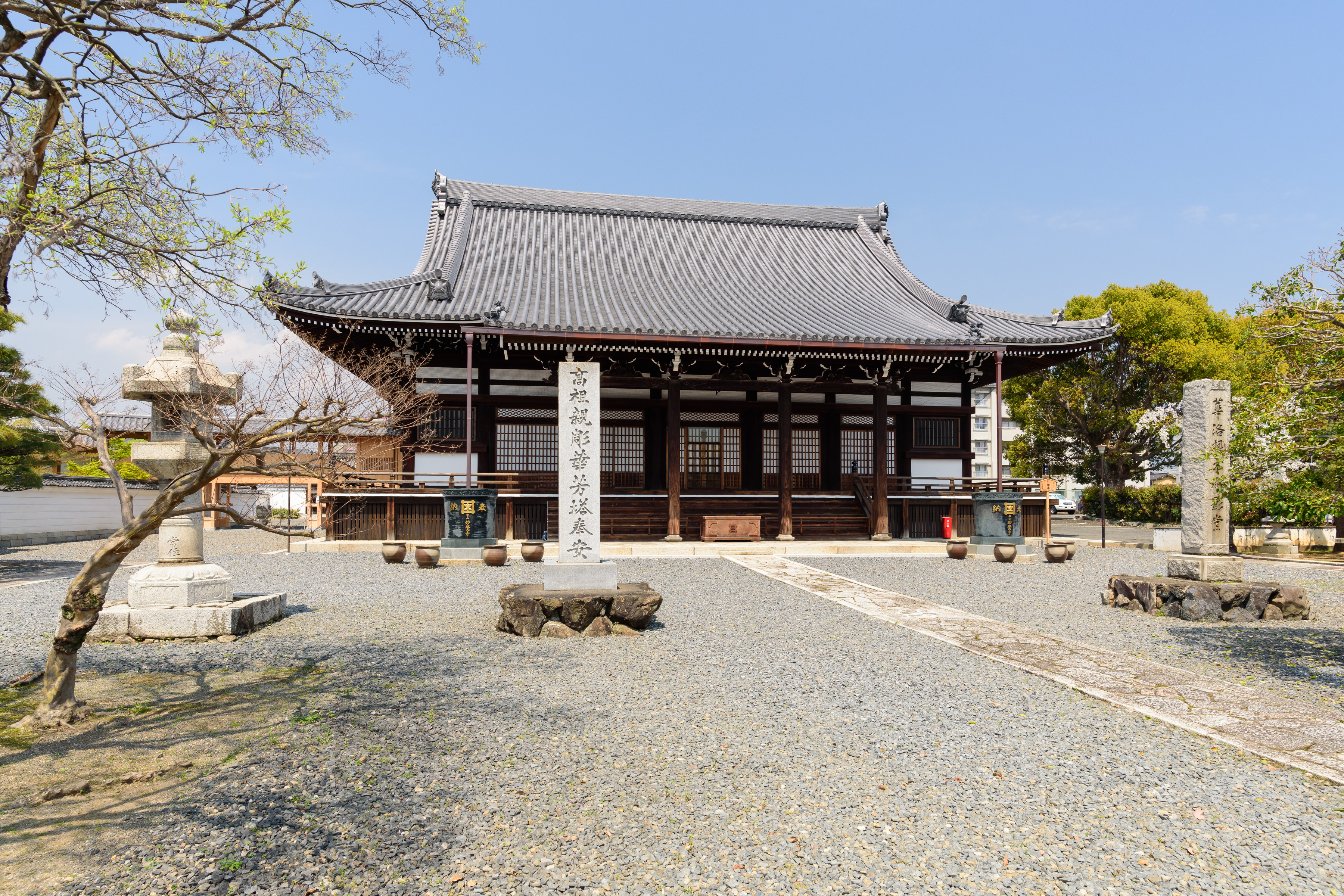
Salle principale du Myōkaku-ji
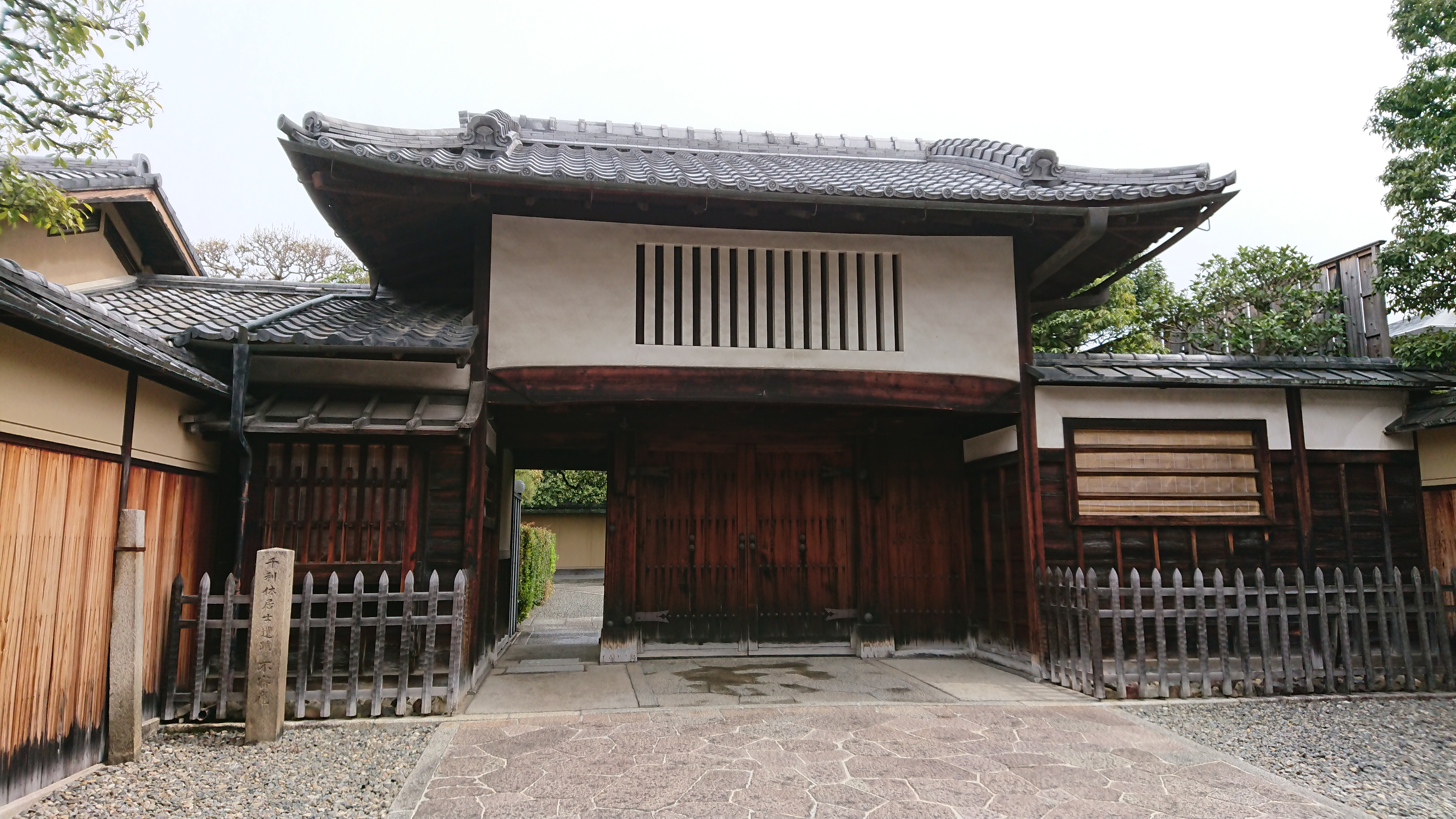
Entrée principale du Fushin-an
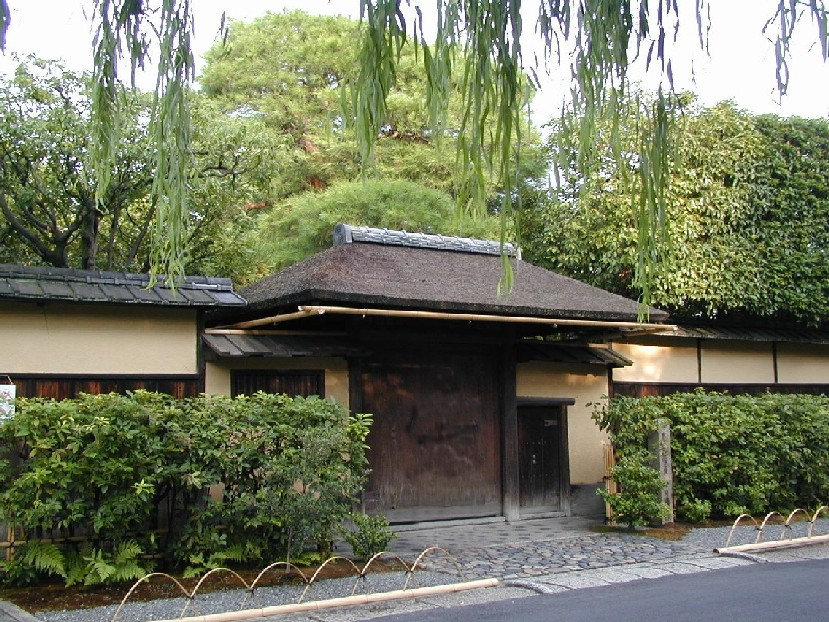
Porte Kabuto du Kon'nichi-an
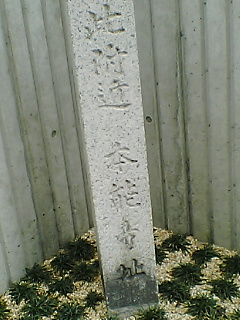
Stèle marquant l'ancien Honnō-ji